# Kanegasaki
Kanegasaki (jap. 金ケ崎町 Kanegasaki-chō) – miasto w Japonii, na wyspie Honsiu, w prefekturze Iwate. Według danych na rok 2020 miejscowość zamieszkiwało 15 535 mieszkańców , a gęstość zaludnienia wyniosła 86,4 os./km².